# Milan Nikolić (1929)

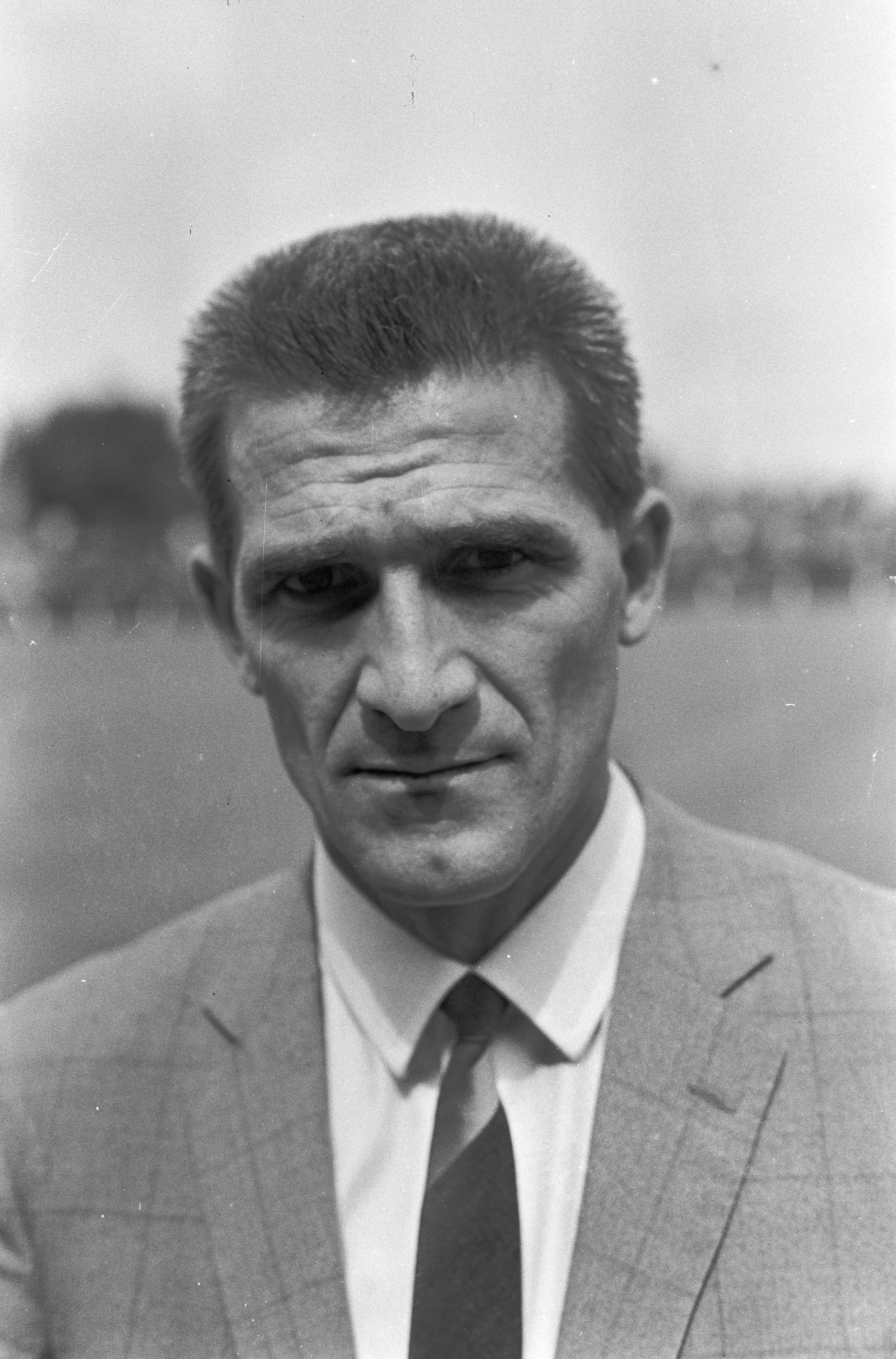
Milan Nikolić in 1967.

Milan Nikolić (6 juni 1929 – München, 25 augustus 2015) was een Joegoslavisch voetballer en voetbaltrainer.
Nikolić was een speler van Rapid Wien. Nadat PSV op 1 november 1955 tegen Rapid Wien speelde, bleef Nikolić achter in Nederland. Nikolić speelde die wedstrijd niet mee. Na een testwedstrijd kocht PSV Nikolić, maar hij bleef slechts iets meer dan een jaar bij PSV. Hij speelde tien wedstrijden voor de Eindhovenaren. Hij verhuisde daarna naar Willem II waar hij de eerste buitenlandse aankoop was. Nikolić stopte in 1960 vanwege een blessure.
In 1963 werd Nikolić jeugdtrainer van PSV en in 1967 hoofdtrainer. Succesvol was het niet. Nikolić heeft enkele niet te benijden records op zijn naam staan. Het record van meeste wedstrijden op rij niet gewonnen, voor Jan Reker (in 1985) en Ronald Koeman (in 2007). In de slechts 18 duels dat Nikolić hoofdtrainer was wist hij een reeks te bewerkstelligen van tien wedstrijden zonder zege. Ook het record van hoogste verliespercentage staat op zijn naam met tien wedstrijden niet gewonnen van de 18 duels. Nikolić wist in totaal drie wedstrijden te winnen, terwijl hij spelers tot zijn beschikking had die het tot international hadden geschopt zoals Willy van der Kuijlen, Pim Doesburg. Frits Soetekouw, Peter Kemper, Daan Schrijvers en Bent Schmidt-Hansen.
Hij overleed in Beieren op 86-jarige leeftijd.